# Národní galerie (Thajsko)
Národní galerie (thajsky พิพิธภัณฑสถานแห่งชาติ หอศิลป์) v Bangkoku je národní umělecká galerie Thajska. Budova v západním stylu byla otevřena roku 1902 a původně zde sídlila mincovna. Galerie zde vznikla roku 1977. Sbírky zahrnují tradiční thajské výtvarné umění i díla moderních Západem ovlivněných umělců od 19. století.